# 🇬🇫
🇬🇫 is een Unicode vlagsequentie emoji die gebruikt wordt als regionale indicator voor Frans-Guyana. De meest gebruikelijke weergave is die van de vlag van Frans-Guyana, maar op sommige platforms (waaronder Microsoft Windows) ziet men de letters GF.
De vlagsequentie is opgebouwd uit de combinatie van de Regional Indicator Symbols 🇬 (U+1F1EC) en 🇫 (U+1F1EB), tezamen de ISO 3166-1 alpha-2 code GF voor Frans-Guyana vormend.
Deze emoji is in 2010 geïntroduceerd met de Unicode 6.0-standaard.

## Gebruik

De landsvlag van Frans-Guyana

Deze emoji wordt gebruikt als regionale aanduiding van Frans-Guyana.

## Codering

De Twemoji-implementatie

### Unicode
In Unicode vindt men de 🇬🇫 met de codesequentie U+1F1EC U+1F1EB (hex).

### Shortcode
Er zijn shortcodes  voor 🇬🇫; in Github kan deze opgeroepen worden met :french-guiana:,  in Slack kan het karakter worden opgeroepen met de code :flag-gf:.